# کلسیپوتریول/بتامتازون دایپرپیونیت
کلسیپوتریول/بتامتازون دایپرپیونیت (انگلیسی: Calcipotriol/betamethasone dipropionate) (با نام تجاری دایووبت (Daivobet)) ترکیبی ثابت از کلسیپوتریول آنالوگ ویتامین D3 مصنوعی و بتامتازون دایپرپیونیت کورتیکواستروئید مصنوعی برای درمان پسوریازیس پلاکی در بزرگسالان و نوجوانان است (تنها برای پوست سر). این دارو به صورت پماد، ژل، و فوم استفاده می‌شود.